# 西切姆塞德區 (昆士蘭州)
西切姆塞德是個位於布里斯本市中心以北十公里的市轄區。

## 外部連結
- University of Queensland: Queensland Places: Chermside and Chermside West （页面存档备份，存于）

27°22′53″S 153°00′44″E / 27.38139°S 153.01222°E